# Regino Boti (Schriftsteller)
Regino Eladio Boti, eigentlich Regino Eladio Boti y Barreiro (* 18. Februar 1878 in Guantánamo; † 5. August 1958 ebenda) war ein kubanischer Schriftsteller.

## Leben
Boti stammte aus einer wohlhabenden Familie. Er studierte Rechtswissenschaften an den Universitäten von Barcelona und Havanna. Nach erfolgreichem Abschluss ließ er sich in seiner Heimatstadt nieder.
Sein Sohn Regino war kubanischer Ökonom und erster Wirtschaftsminister nach der kubanischen Revolution. 

## Rezeption
Boti gilt als einer der letzten Vertreter des kubanischen Modernismo. Bereits die zeitgenössische Literaturkritik bemängelte seine thematikarmen Inhalte, lobte aber seine Metrik, wobei er unter genauer Anwendung der Regeln immer neue Zäsuren bei seinen Alexandrinern versuchte.

## Werke
Lyrik
- Arabescos mentales. 1913.
- Kindergarten. 1930.
- Kodak-Ensueño. 1929.
- El mar y la montaña. 1921.
- La torre del silencio. 1926.

Prosa
- Guillermón. 1912.
- La nueva poesía en Cuba. 1927.
- Prosas emotivas. 1910.
- Rumbo a Jauco. 1910.
- Tre temas sobre la nueva poesía. 1928.